# Spodoptera eridania
Spodoptera eridania är en fjärilsart som beskrevs av Stoll 1781. Spodoptera eridania ingår i släktet Spodoptera och familjen nattflyn. Inga underarter finns listade i Catalogue of Life.

## Bildgalleri

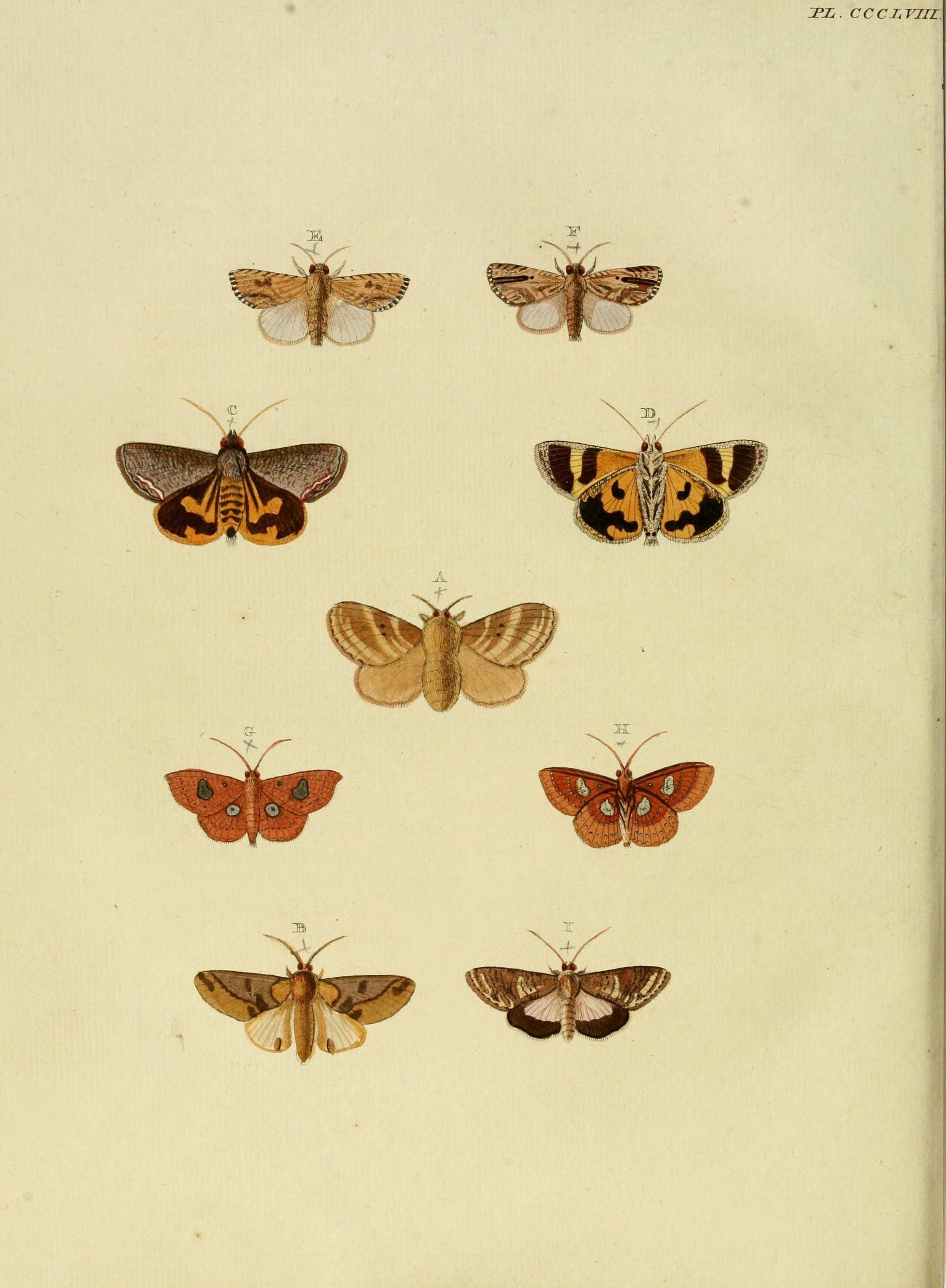
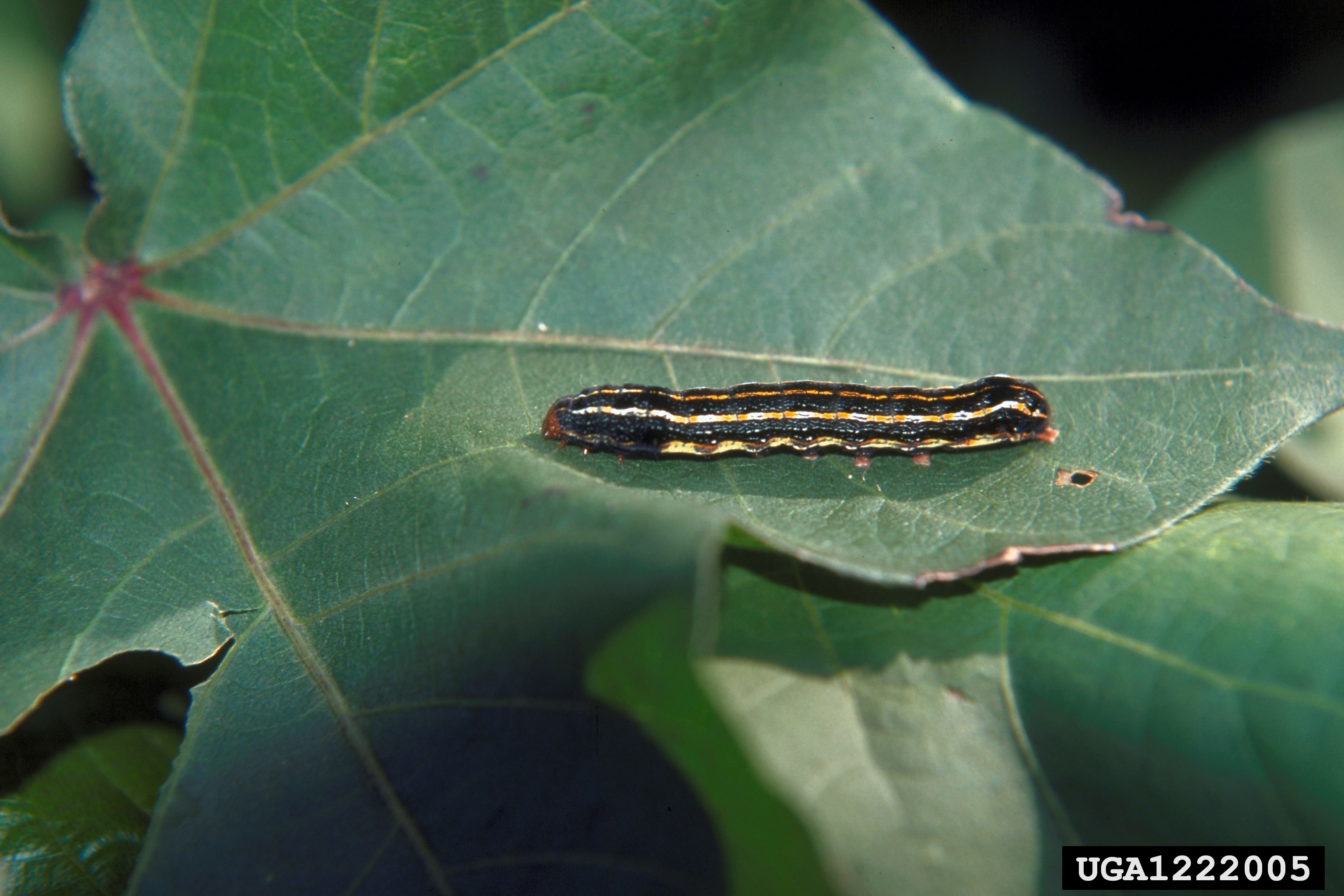